# Gareth Roberts (écrivain)
Pour les articles homonymes, voir Gareth Roberts et Roberts.
Gareth John Pritchard Roberts, né le 5 juin 1968, est un écrivain et scénariste britannique, principalement connu pour son travail lié à la célèbre série télévisée britannique de science-fiction Doctor Who, mais aussi à d'autres séries comiques et feuilletons télévisés. Il a également travaillé comme greffier à la Cour d'appel d'Angleterre et du pays de Galles. Il a fait ses études à l'Université de Liverpool John Moores.

### Romans
- 1993 : The Highest Science (Doctor Who New Adventure)
- 1994 : Tragedy Day (Doctor Who New Adventure)
- 1995 : Zamper (Doctor Who New Adventure)
- 1995 : The Romance of Crime (Doctor Who Missing Adventure)
- 1996 : To be a Somebody (Cracker novelisation)
- 1996 : Best Boys (Cracker novelisation)
- 1996 : The English Way of Death (Doctor Who Missing Adventure)
- 1996 : The Plotters (Doctor Who Missing Adventure)
- 1997 : The Well-Mannered War (Doctor Who Missing Adventure)
- 2005 : Only Human (Doctor Who New Series Adventure)
- 2006 : I am a Dalek (Doctor Who New Series Adventure)

### Nouvelles
- 1995 : Decalog 2: Lost Property
- 1996 : Decalog 3: Consequences
- 1999 : More Short Trips
- 2000 : Short Trips and Sidesteps
- 2003 : Short Trips: The Muses
- 2005 : Doctor Who Annual 2006
- 2006 : The Doctor Who Storybook 2007

## Filmographie (scénarios)
- 1999 : Emmerdale (plusieurs épisodes)
- 1996 : Springhill
- 1999 : Brookside
- Randall & Hopkirk (Deceased)
  - 2001 : Whatever Possessed You ? (co-écrit avec Charlie Higson)
  - 2001 : Painkillers
- 2003 : Swiss Toni
- 2005 : Swinging
- Doctor Who
  - 2005 : L'Attaque du Graske
  - 2007 : Peines d'amour gagnées
  - 2008 : Agatha Christie mène l'enquête
  - 2009 : Planète morte (co-écrit avec Russell T Davies)
  - 2010 : Le Colocataire
  - 2011 : Tournée d'adieux
  - 2014 : Le Gardien (co-écrit avec Steven Moffat)
- The Sarah Jane Adventures
  - 2007 : Invasion of the Bane (co-écrit avec Russell T Davies)
  - 2007 : Revenge of the Slitheen (2 parties)
  - 2007 : Whatever Happened to Sarah Jane? (2 parties)
  - 2008 : Secrets of the Stars (2 parties)
  - 2008 : The Temptation of Sarah Jane Smith (2 parties)
  - 2009 : From Raxacoricofallapatorius with Love (co-écrit avec Clayton Hickman)
  - 2009 : The Wedding of Sarah Jane Smith (2 parties)
  - 2010 : The Empty Planet (2 parties)
  - 2010 : Goodbye, Sarah Jane Smith (co-écrit avec Clayton Hickman, 2 parties)
  - 2011 : The Man Who Never Was (2 parties)
- Sorciers vs Aliens (Wizards vs Aliens)
  - 2012 : Fall of the Nekross (2 parties)
  - 2013 : The Curse of Crowe (2 parties)